# أندي مورس
أندي مورس (بالإنجليزية: Andy Morse)‏ هو لاعب غولف أمريكي، ولد في 29 ديسمبر 1958 في بوسطن في الولايات المتحدة.

## وصلات خارجية
- أندي مورس على موقع رابطة لاعبي الغولف المحترفين (الإنجليزية)